# کاپانلی
کاپانلی (به لاتین: Kapanly) یک منطقه مسکونی در جمهوری آذربایجان است که در شهرستان شابران واقع شده است.